# Skæbnens magt
Skæbnens magt (La forza del destino) er en italiensk opera af Giuseppe Verdi. Den italienske libretto er skrevet af Francesco Maria Piave.
Den bygger på det spanske skuespil Don Alvaro o La Fuerza de Sino (1835) af Ángel de Saavedra med en scene fra Friedrich Schillers Wallensteins Lager. Skæbnens magt blev uropført på Bolsjojteatret i Sankt Petersborg den 10. november 1862.
Efter nogle revisioner blev operaen opført i Rom i 1863 (under titlen Don Alvaro) og i Madrid (under overværelse af Ángel de Saavedra) kort efter. Den blev opført i New York og Wien i 1865, i Buenos Aires i 1866 og i London i 1867.
Verdi reviderede den yderligere efter tilføjelser af Antonio Ghislanzoni. Den version fik premiere på Teatro alla Scala i Milano den 27. februar 1869.  Det er den version, der er "standard" i dag.
Skæbnens magt opføres hyppigt. Der findes flere indspilninger af den.